# Antonio Passarelli
Antonio Passarelli, italijanski general, * 1887, † 1943.